# Zimiromus bimini
Zimiromus bimini Platnick & Shadab, 1976 è un ragno appartenente alla famiglia Gnaphosidae.

## Etimologia
Il nome della specie deriva dall'isola della Bahamas dove sono stati rinvenuti gli esemplari: South Bimini.

## Caratteristiche
L'olotipo maschile rinvenuto ha lunghezza totale è di 2,63-2,73mm; la lunghezza del cefalotorace è di 1,14-1,23mm; e la larghezza è di 0,89-0,95mm.

## Distribuzione
La specie è stata reperita nel Panama centrale: l'olotipo maschile è stato rinvenuto sull'isola di South Bimini, appartenente all'arcipelago delle isole Bahamas.

## Tassonomia
Al 2016 non sono note sottospecie e dal 1976 non sono stati esaminati nuovi esemplari.